# کاریلون صلح (ارسشت)

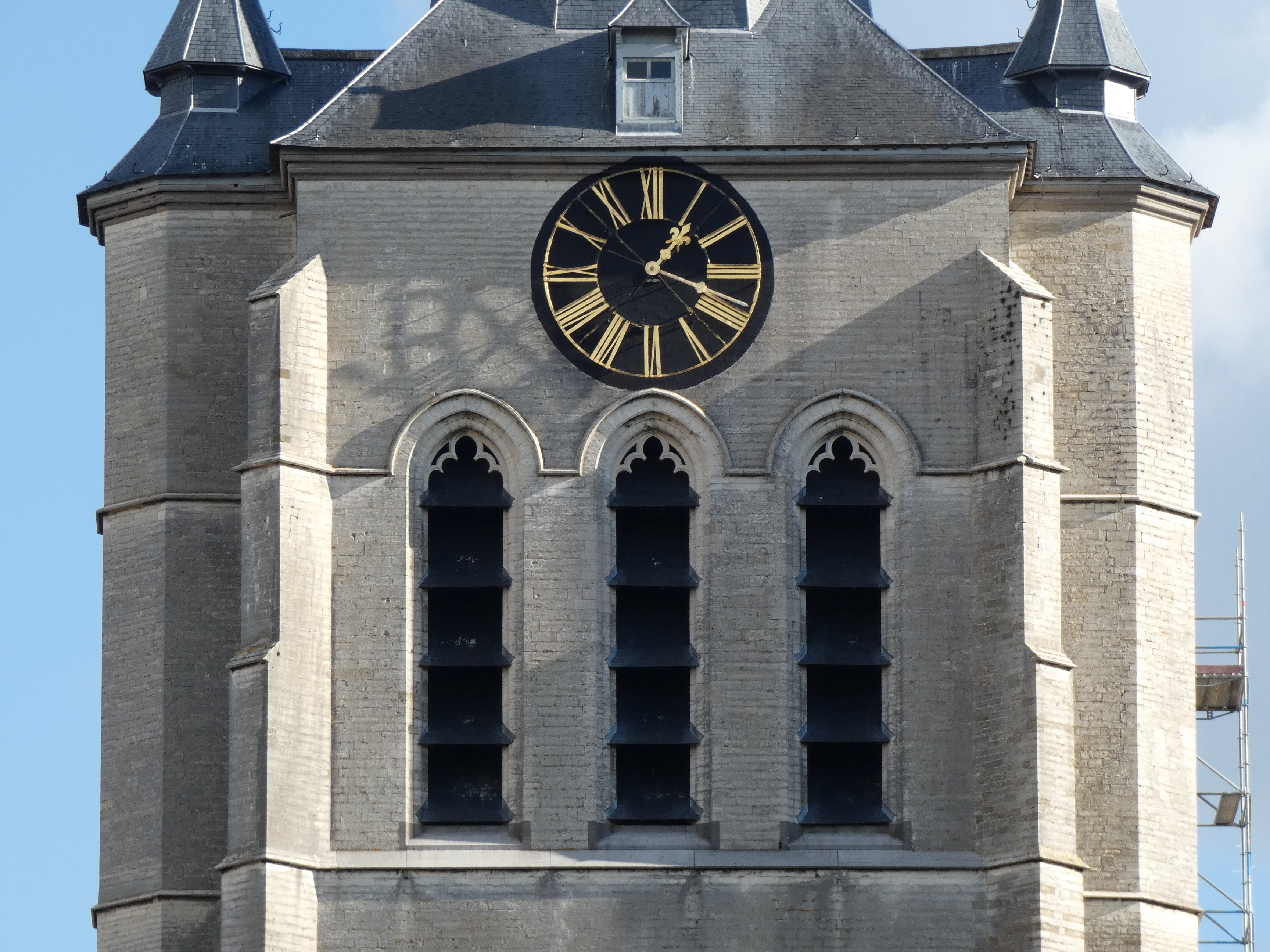
پشت پنجره‌ها کاریلون ناقوس‌ها قرار دارد.

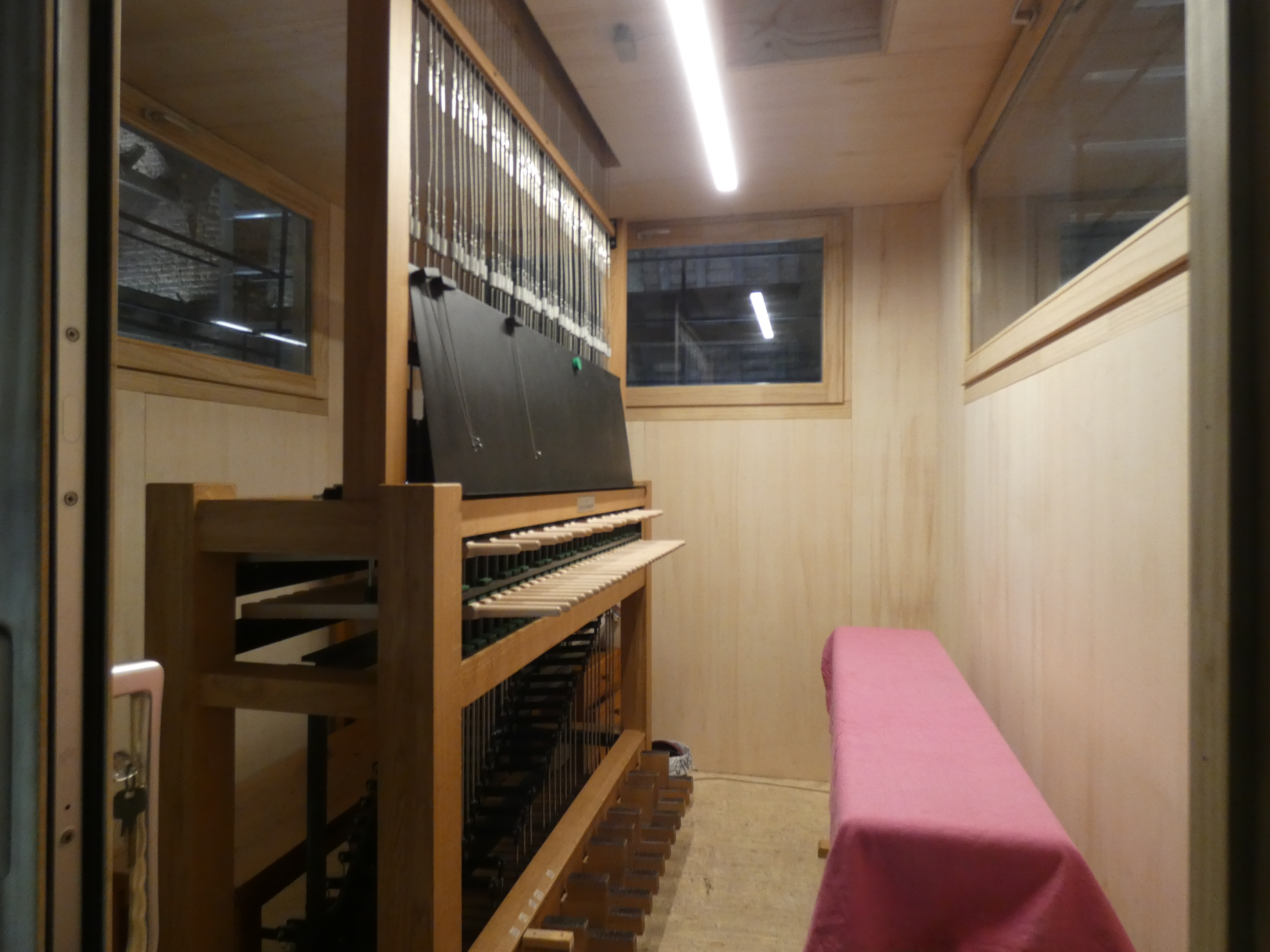
اتاق کیبورد

کاریلون صلح سازه برجی است که در ارسشت قرار داشته و ۵۱ ناقوس از جنس برنز در بالای برج خود دارد ناقوس‌ها به یک صفحه کلید چوبی متصل شده‌اند. کابین کاریلون در اتاق ناقوس‌ها و نزدیک به پنجره‌های خروج طنین زنگ قرار گرفته‌است. این برج ناقوس در ۱۱ نوامبر ۲۰۱۸ به مناسبت صدمین سالگرد پایان جنگ جهانی اول افتتاح شد.

## تاریخچه
در سال ۱۹۳۷، طرح‌هایی، برای ساخت یک کاریلون جدید مطرح شد. به دلیل شروع جنگ جهانی دوم طرح متوقف شد.
در سال ۲۰۰۶، شرکت (هاگریست) ساخت کاریلون را آغاز که در ۱۱ نوامبر ۲۰۱۸ اجرای آن به اتمام رسید.

## کاریلون پیشین (۱۵۷۸) و جنگ هشتاد ساله
در سال ۱۵۷۸ آرشات یک کاریلون با ۱۲ ناقوس ساخت که موسیقی‌های بسیاری با آن نواخته می‌شد.
در سال ۱۵۷۸ ناقوس در نتیجه جنگ هشتاد ساله که شهر، نواحی و بخش را به ویرانی کشاند توسط سربازان مزدور انگلیسی و اسکاتلندی این برج تخریب شد.

## طرح‌های جدید برای ناقوس (۱۹۳۷)
در ۲۴ اوت ۱۹۳۷، آرتور ال بیگلو، درون کاریلون شهر لوون، کنسرتی با موسیقی‌های ناقوسی برگزار کرد. کمیته آرسچوت برای ترویج فرهنگ این موسیقی ابتکار عمل را برای نصب یک کاریلون جدید در برج به عهده گرفت. این طرح به دلیل جنگ جهانی دوم متوقف شد.

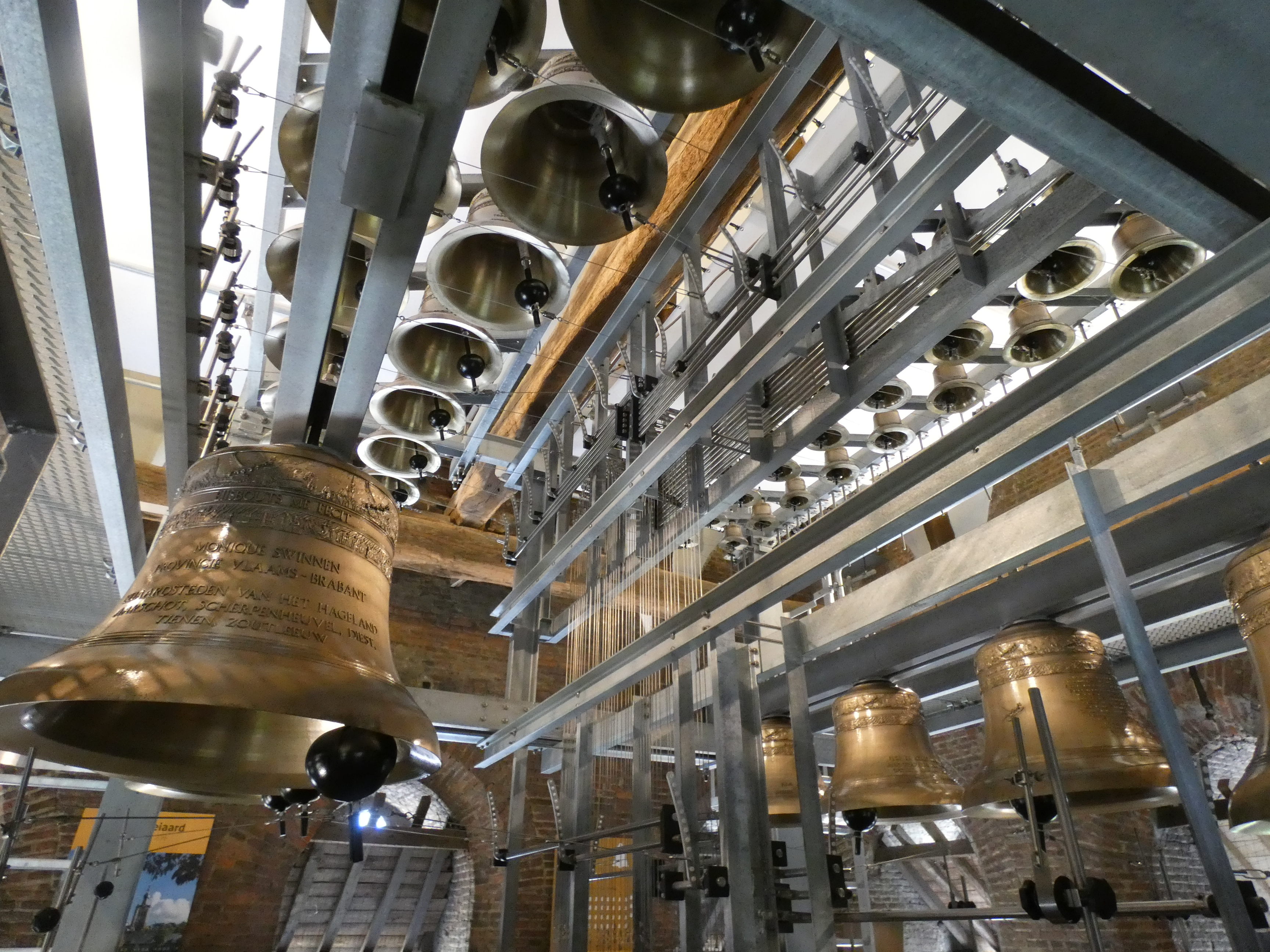
بخشی از ناقوس‌‎ها

## برنامه‌ریزی، ساخت کاریلون صلح و نصب ناقوس‌ها (۲۰۰۶–۲۰۱۸)
در پایان سال ۲۰۰۶، پروژه‌ای برای ساخت یک کاریلون جدید، به دستور هاد گریتس آغاز شد. در سال ۲۰۱۷، نقشه‌ها بر اساس طراحی مارک ون ایک آماده شد ناقوس‌ها به روش سنتی ساخته شدند، کیبورد کاریلون در اتاق مرکزی کاریلون قرار می‌گرفت. در سال ۲۰۱۸ کابین کاریلون و ناقوس‌ها به سطح پنجره‌های طنین انداز در برج رسیدند. نصب ناقوس در برج کمتر از یک ماه طول کشید. سرانجام کیبورد در ۱ مارس ۲۰۱۹ نصب و در ۱ آوریل ۲۰۱۹ به بهره‌برداری رسید.

## افتتاحیه
کاریلون صلح توسط جو هازن، ناقوس نواز کلیسای جامع سنت پیتر و سنت پل سنت پترزبورگ اجرا شد. یک رژه زنگ با شناورها و بیش از ۵۰۰ نفر اضافی، به رهبری گایلام آلرتس، قبل از افتتاحیه برگزار شد.
در ۱۱ نوامبر ۲۰۱۸، کاریلون صلح با اجرای جو هازن، کاریلونور کلیسای جامع سنت پیتر و سنت پل شهر سنت پترزبورگ. یک رژه زنگ با ناقوس‌ها و بیش از ۵۰۰ زنگ دستی اضافه، به رهبری گایلام آلرتس، قبل از افتتاحیه برگزار شد.

## یادبود جنگ
کاریلون صلح پیام صلح را به ۷ زبان ارائه می‌کند. روی هر زنگ کاریلون جدید هفت کبوتر صلح روی شاخه زیتون به تصویر کشیده شده است. هفت کبوتر نماد هفت شهر نابود شده بلژیک در جنگ جهانی اولی هستند. ۵۱ زنگ نیز نماد تعداد کشورهای درگیر در جنگ جهانی اول است.

## ترکیب ناقوس صلح
کاریلون صلح شامل ۵۱ ناقوس است، از این تعداد دو ناقوس قدیمی که سال ۱۹۵۰ توسط فرانسوا سرگیس (لوون) تولید شده و ۴۹ ناقوس جدید تولیدی سال ۲۰۱۸ توسط ریخته‌گری زنگ ایجسبوتس (آستین) هستند.

## استاندارد BKS و سیستم VEMA
کاریلون صلح به‌طور کامل طبق استاندارد BKS (استاندارد کیفیت ناقوس برای ناقوس‌های جدید) با سیستم Vema ساخته شد. سیستم VEMA یک گیربکس ناقوس با راکرهای عمودی منحنی جداگانه است که به‌طور بی‌نهایت با دست قابل تنظیم هستند. فنرهای مرتبط پشت کلاپر سه برابر به صورت دستی قابل تنظیم هستند (ارتفاع، قدرت و نیروی شروع).

## صفحه کلید کاریلون
صفحه کلید کاریلون بر اساس استاندارد اروپای شمالی طراحی شده‌است. هر کلید به یک ساعت و پدال‌ها به کلیدها متصل است. به این ترتیب نوازنده می‌تواند سری زنگ‌های سنگین تر را با کلید یا پدال دلخواه خود پخش کند. این صفحه کلید مجهز به یک دستگاه الکترو پنوماتیک است که می‌تواند موسیقی موجود در فایل میدی را به سرعت و با دقت پخش کند.

## نگارخانه

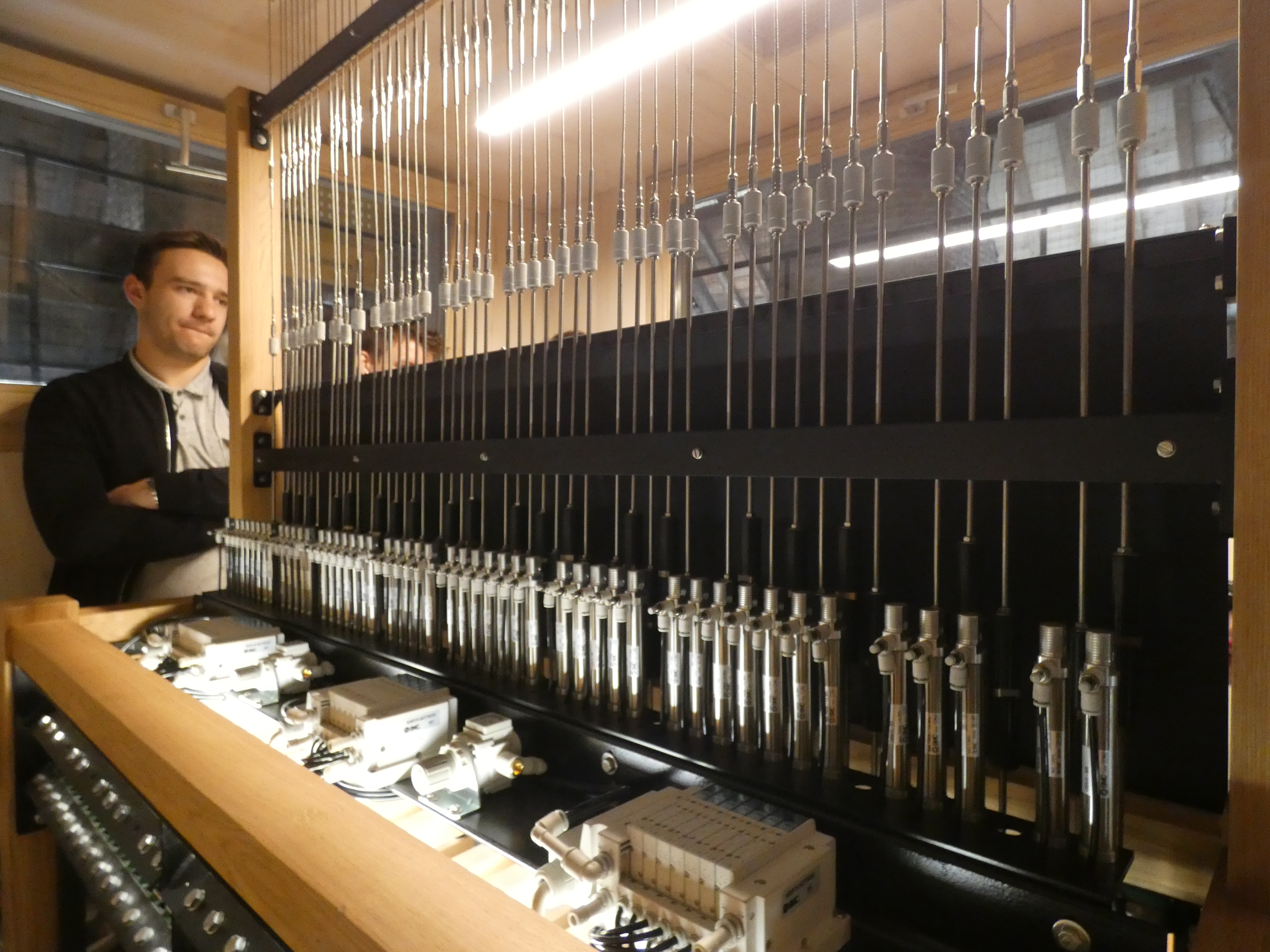
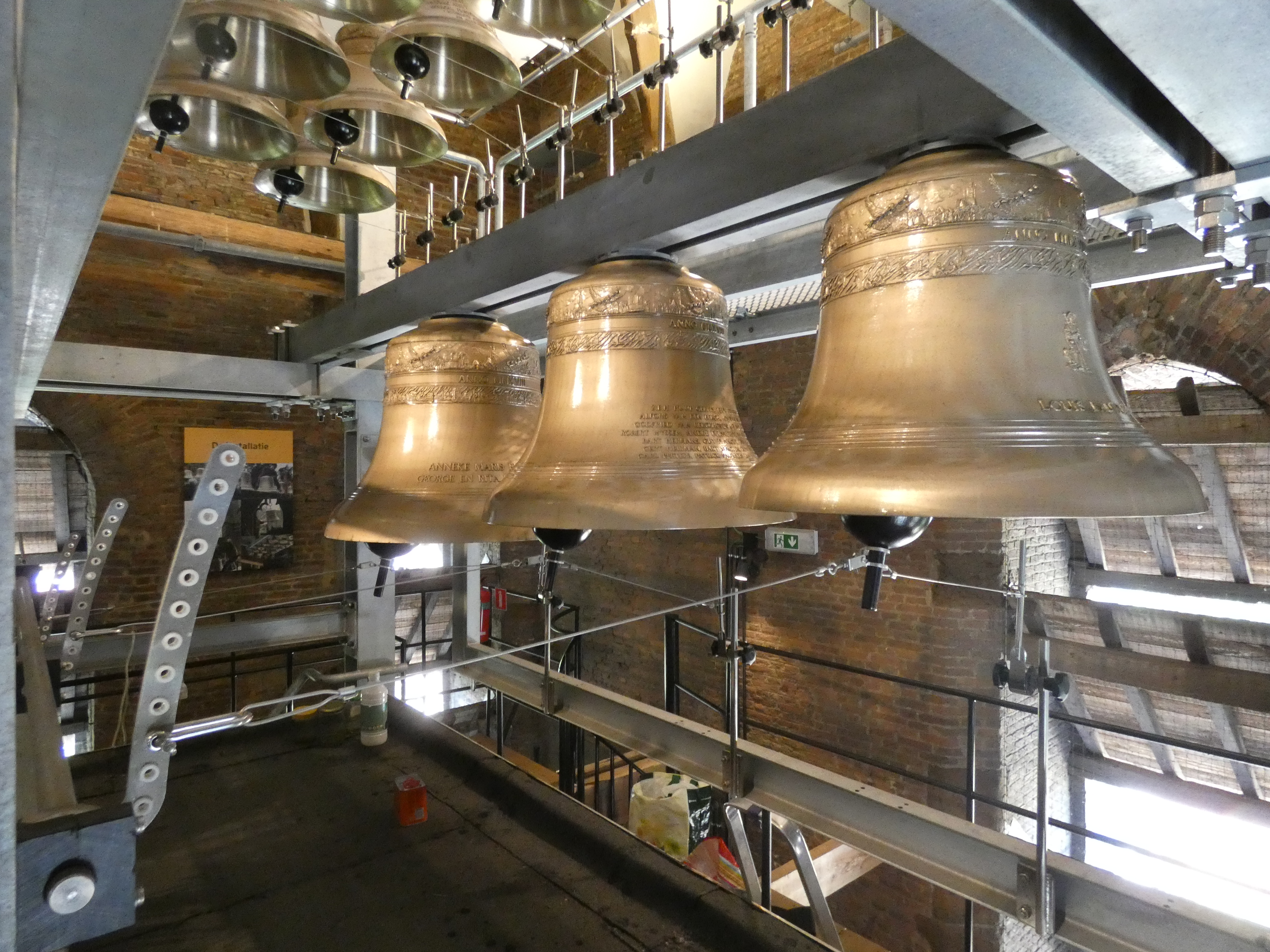
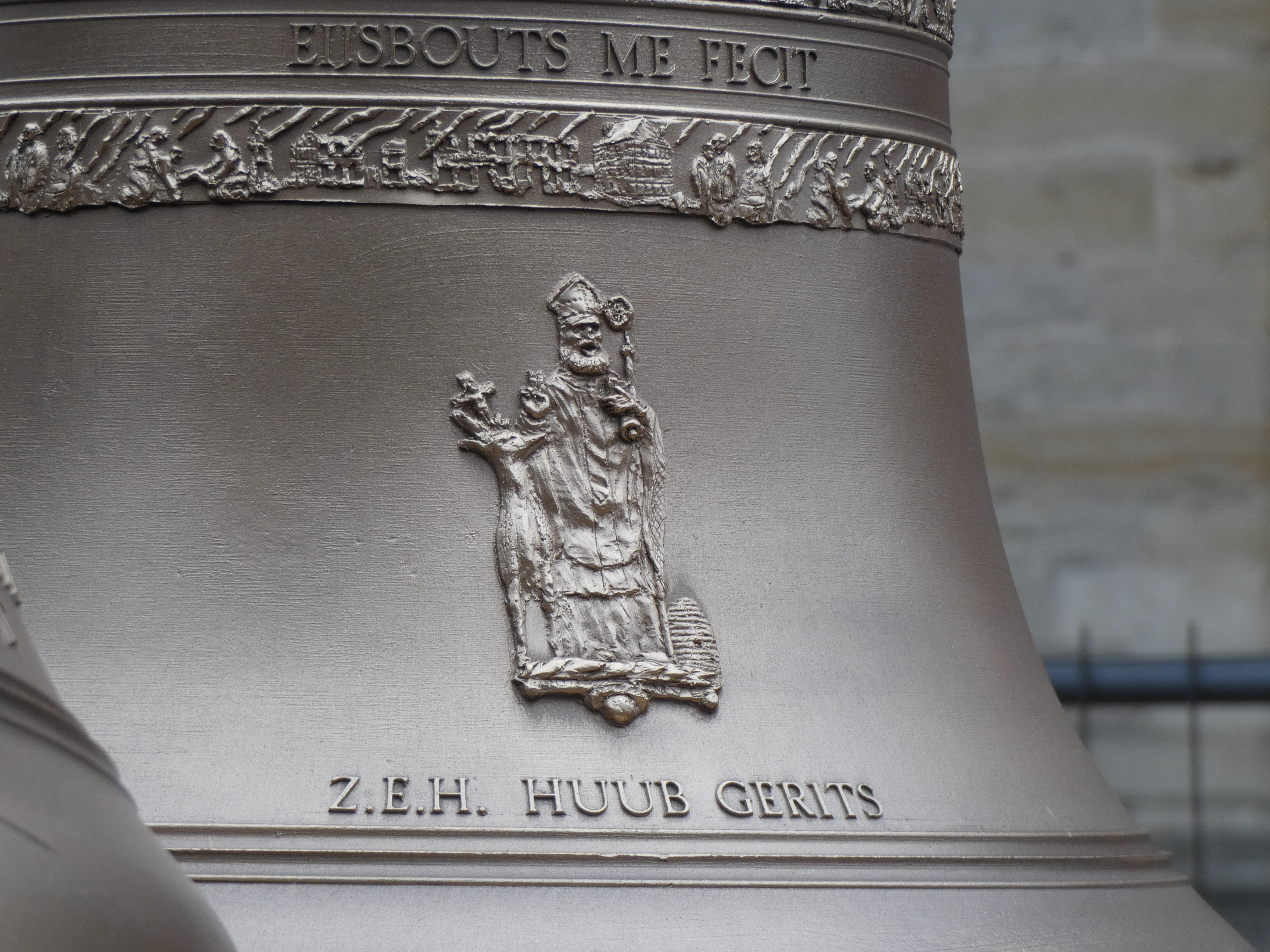
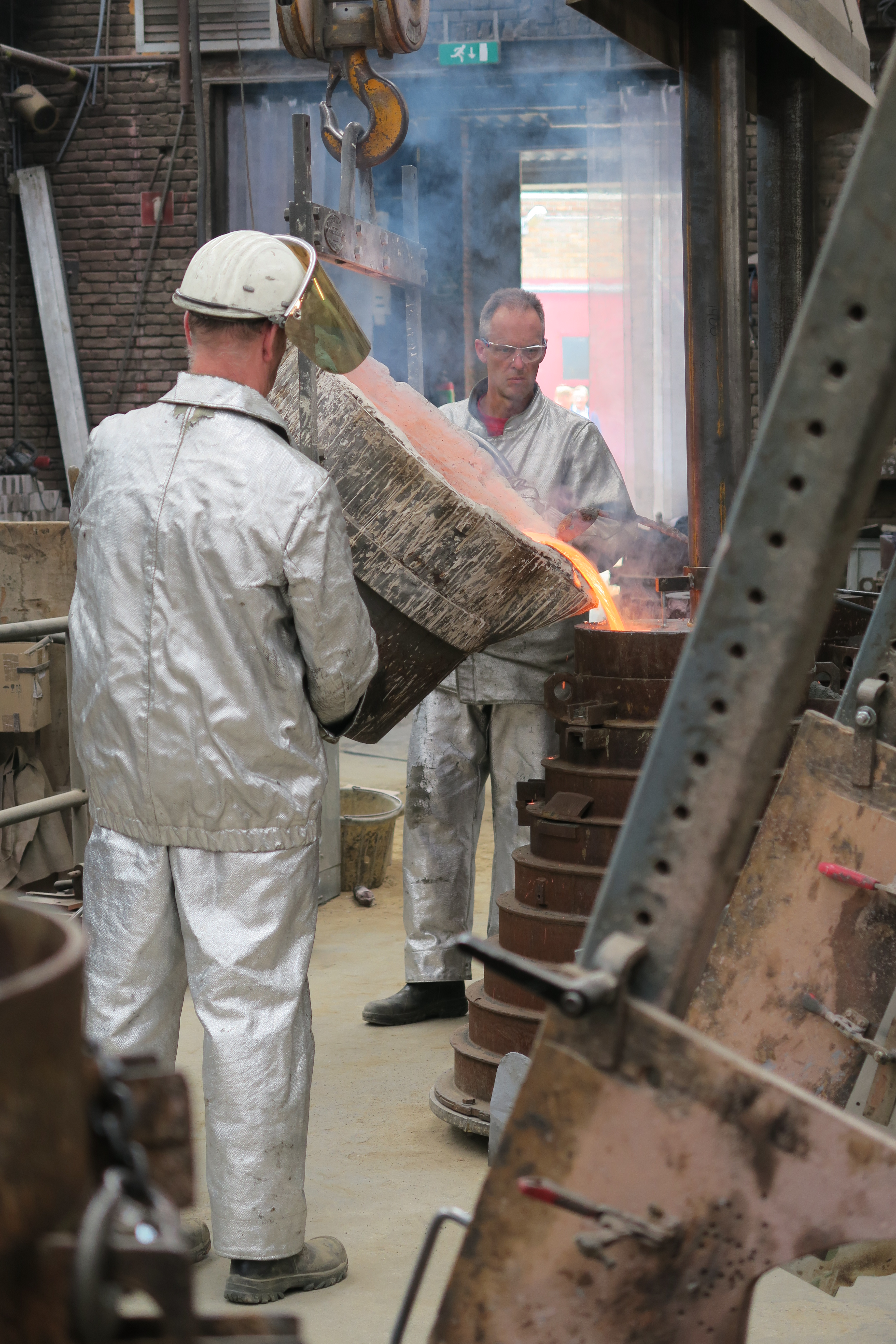
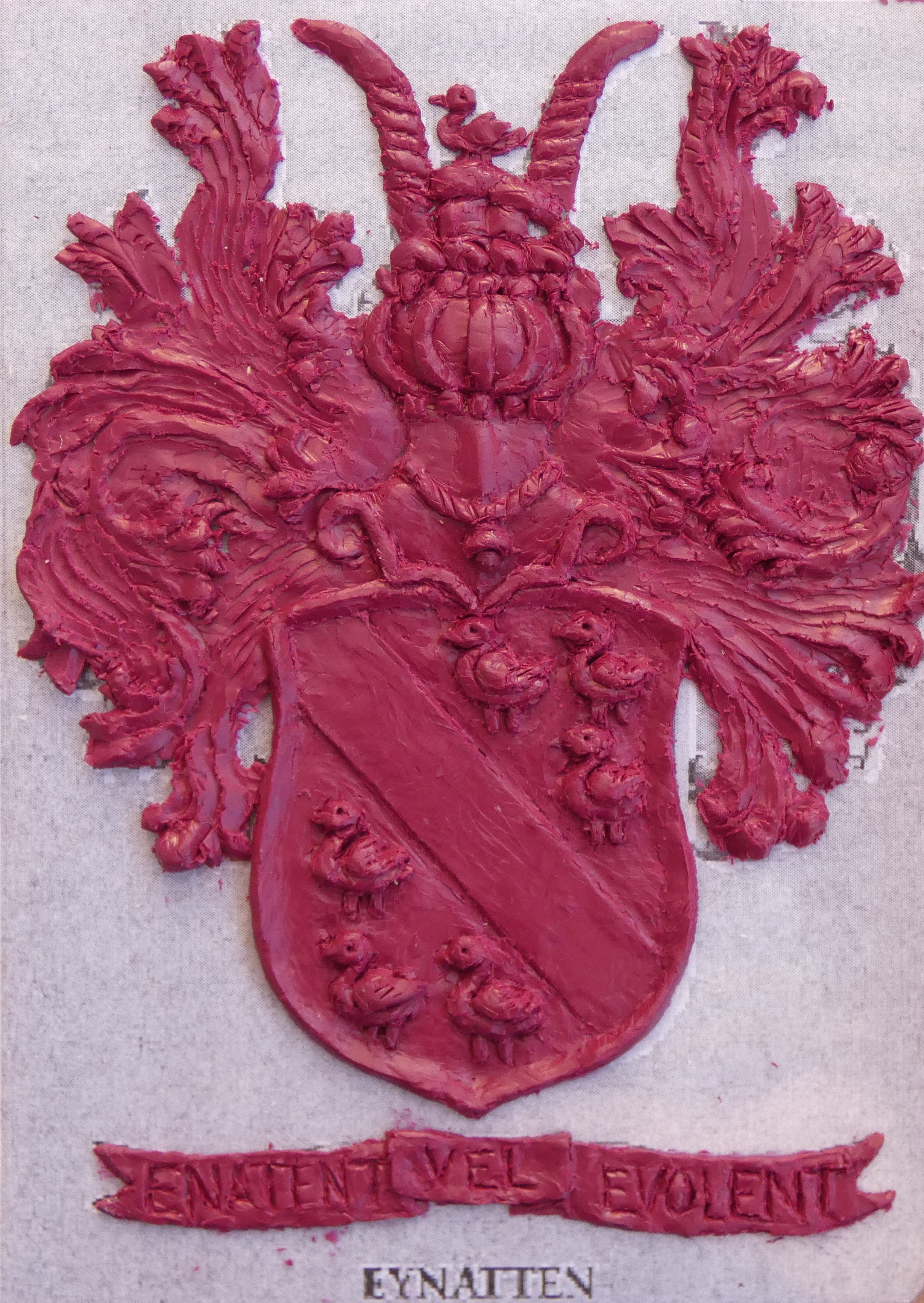
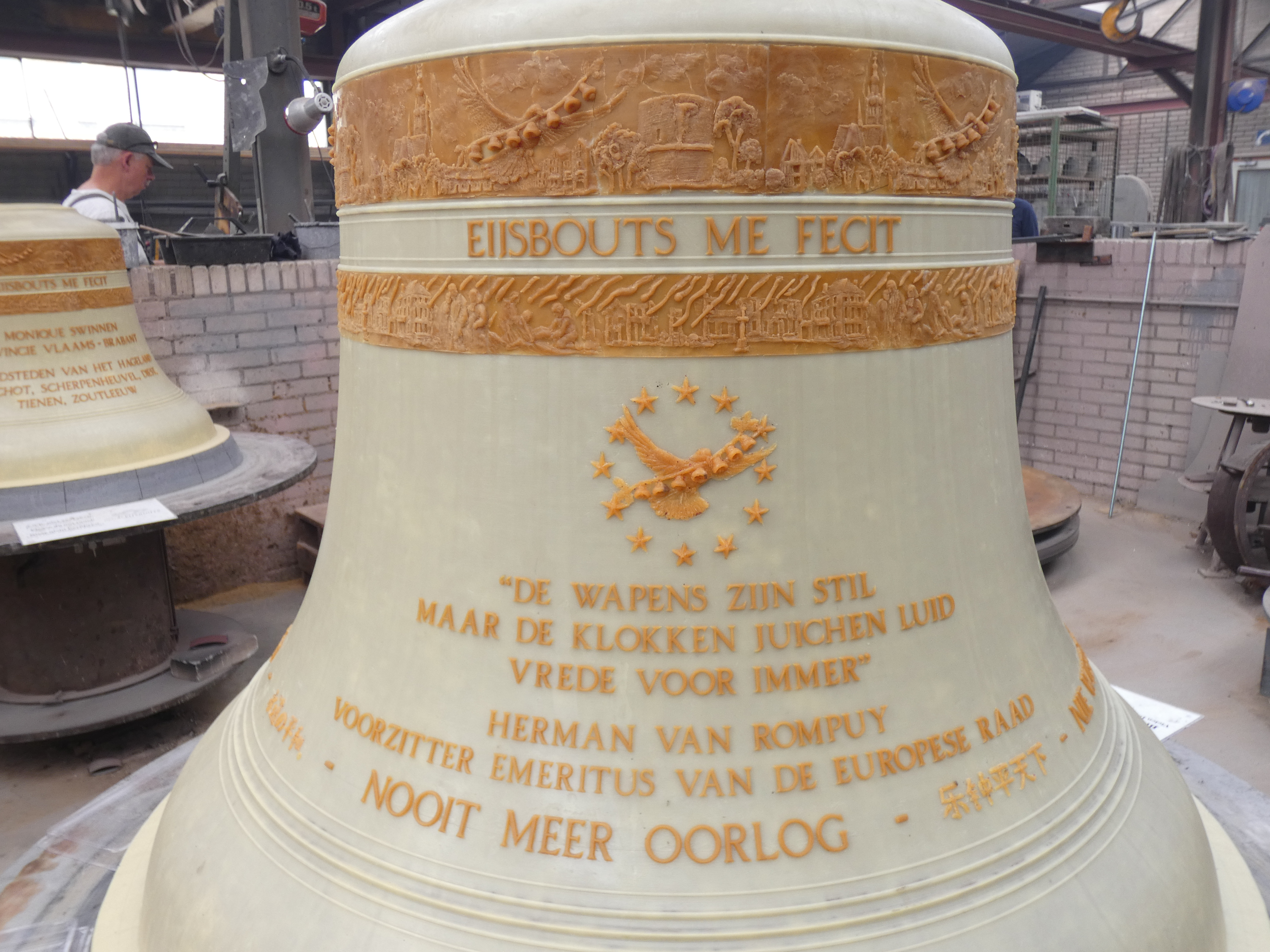